# Takako Minekawa
Takako Minekawa (japanska: 嶺川貴子?, Minekawa Takako), född 3 juni 1969, är en japansk musiker, kompositör och författare.

## Diskografi
- Fun 9 (1999)